# Экология Армении
В некоторых районах Армении экологическая ситуация в плохом состоянии. Это обусловлено продолжающейся сверхэксплуатацией природных ресурсов страны без применения высококачественных технологий.
Согласно индексу экологической эффективности 2018 года Армения занимает 63 место среди 180 стран. Наибольшие проблемы страны в загрязнении воздуха, защите среды обитания (ареалов) и неэффективном использовании водных ресурсов.

## Озёра

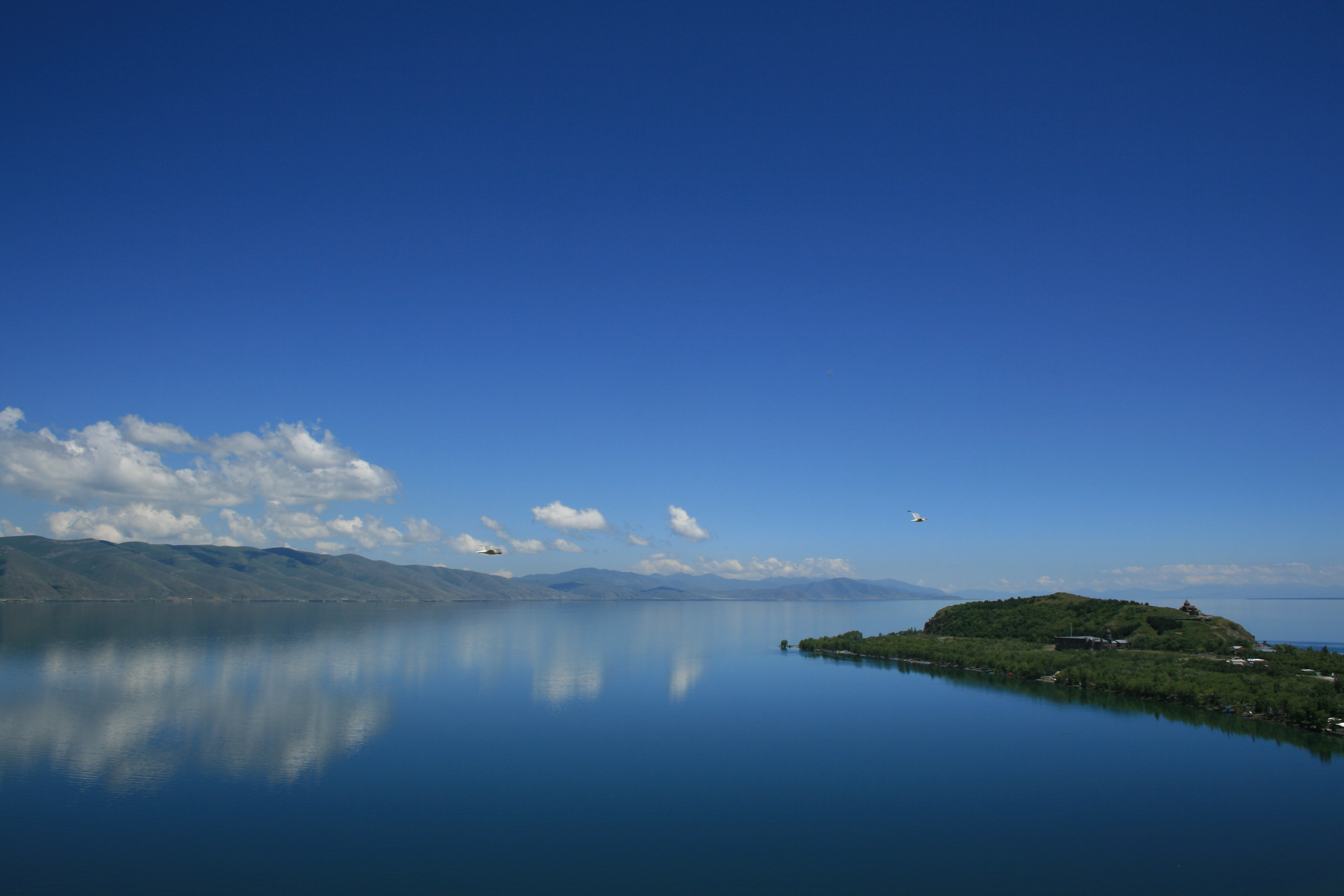
Севан

### Севан
Озеро Севан является самым большим озером в Армении, оно ценится благодаря огромному запасу пресной воды. Вода в других крупных озёрах Армянского нагорья - озера Ван и озера Урмия - солёная и не пригодна для орошения.
С 1940-х годов в течение 70 лет уровень воды в самом большом озере Армении — Севане опустился приблизительно на 20 метров. Это было вызвано интенсивной работой Севано-Разданской ГЭС и активным потреблением вод озера для орошения В результате Севан превратился из «чистого» водного бассейна в «средне загрязнённый».
В данный момент в Армении действует программа по повышению уровня воды в Севане. Главнейшим фактором поднятия уровня озера является фактор туннеля Арпа-Севан, по которому вода из реки Арпа переправляется в Севан. Длина туннеля составляет 48.2 км. Задачей правительства Армении является повышение уровня озеро более чем на 20 см в год. В 2008 году по сравнению с 2007 годом уровень воды в озере повысился на 6 см, в 2009 по сравнению с 2008 — на 38 см.
Ожидается что к концу 2019 года уровень воды будет на 5-10 см выше, чем в тот же период предыдущего года. К 2030 году уровень озера планируется повысить до 1903,5 м.
Из-за недостаточной вырубки деревьев на затопляемых участках на озере обострилась угроза заболачивания. На предотвращение заболачивания в 2019 намечается потратить около 244,5 тыс. долларов 
Из-за спуска воды и притока вследствие таяния снегов наблюдаются значительные колебания уровня воды.  К примеру с 1 апреля по 1 июля 2019 года ожидается повышение уровня воды на 45 см. При этом изменение уровня на 1 см соответствует 12 млн кубических метров воды.

#### Фауна
Севан раннее был богат промысловыми запасами. В настоящее время там встречаются различные виды эндемической Севанской форели и сиг, однако, количество особей за последние десятилетия сильно сократилось в связи с браконьерством и загрязнением воды тяжёлыми металлами, такими как ванадий, алюминий. В начале 90-х годов промысловые запасы рыбы в Севане составляли более 50 тыс. тонн. В настоящее время все промысловые запасы рыбы в Севане еле дотягивают до 150—250 тонн.

### Арпи
Озеро Арпи является вторым по запасам водных ресурсов озером в Армении. Экологическая ситуация озера, в данный момент, в хорошем состоянии.

#### Фауна
В озере проживает большое количество животных и растений, в том числе краснокнижных. Краснокнижные животные встречаются сравнительно часто. В районе озера проживают более 100 видов птиц.
Из водоплавающих птиц в районах озера встречаются: чирок-свистунок (Anas crecca), малая поганка (Tachybaptus ruficollis), белый аист (Ciconia ciconia), кряква (A. platyrhynchos), красноголовый нырок (Aythia ferina), хохлатая чернеть (A. fuligula), огарь (Tadorna ferruginea), морской зуек (Charadrius alexandrinus), бекас (Gallinago gallinago), дупель (G. media), армянская чайка (Larus armenicus), малая крачка (Sterna albifrons). Среди водоплавающих птиц, занесённых в Красную книгу, сравнительно часто встречаются: кудрявый пеликан (Pelekanus crispus), чёрный аист (Ciconia nigra), пеганка обыкновенная (Tadorna tadorna) и серый журавль (Grus grus).

widths=
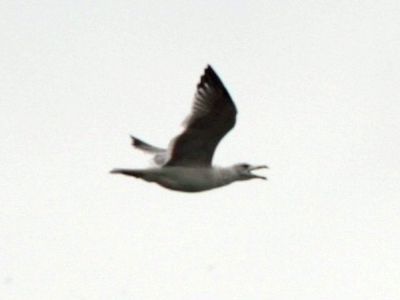
Армянская чайка
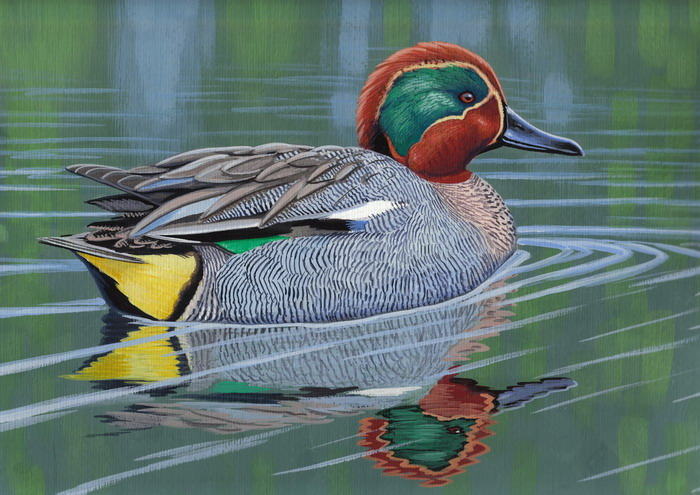
Чирок-свистунок
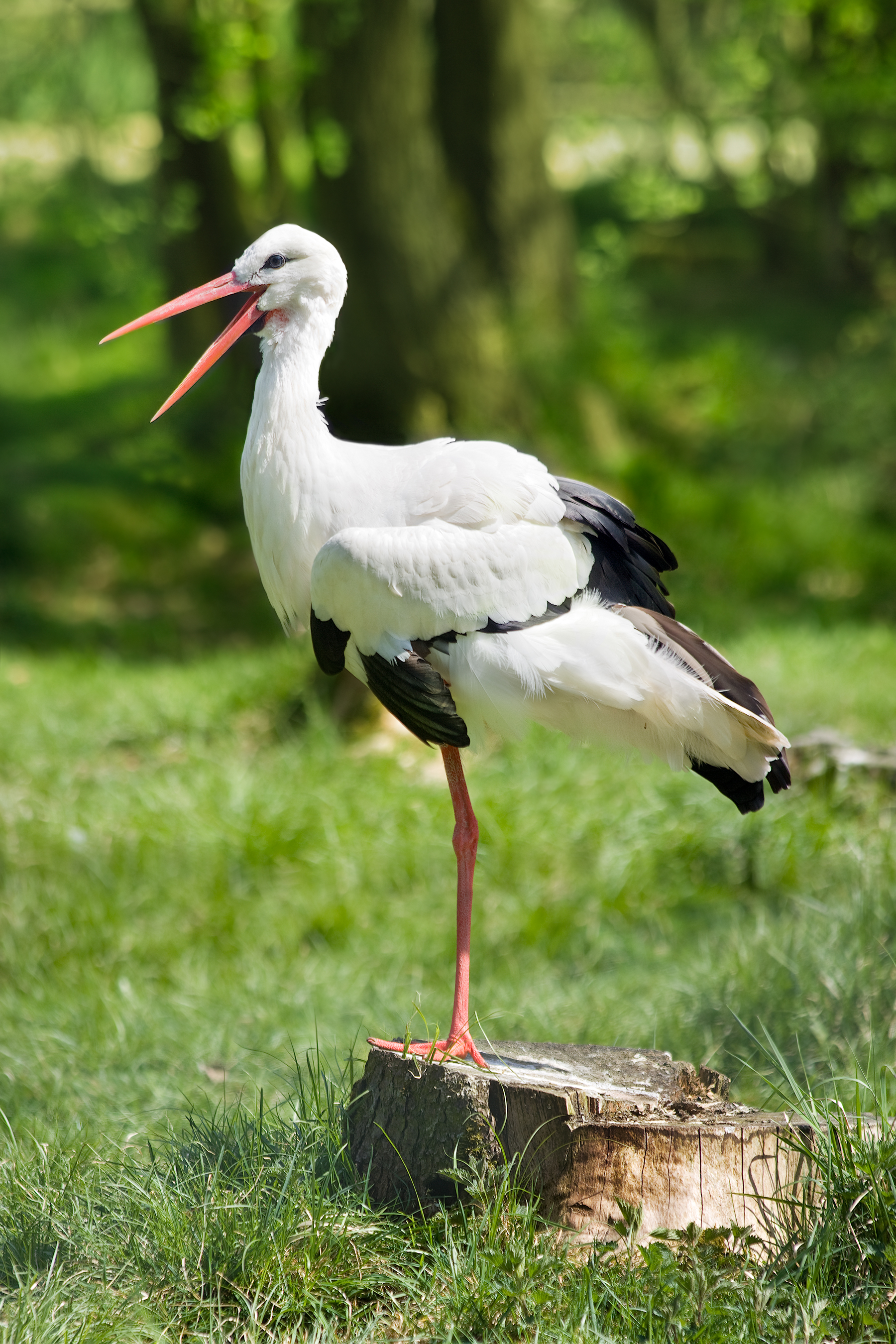
Белый аист
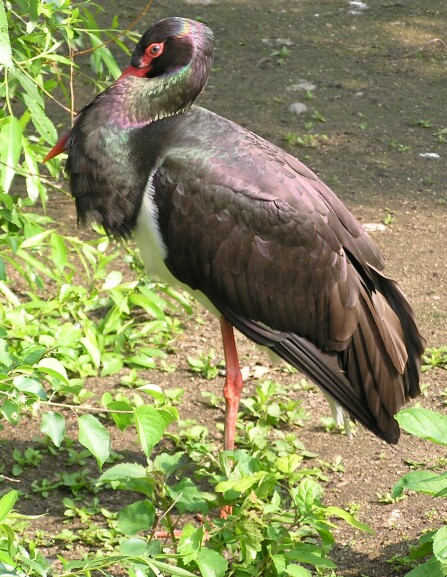
Чёрный аист
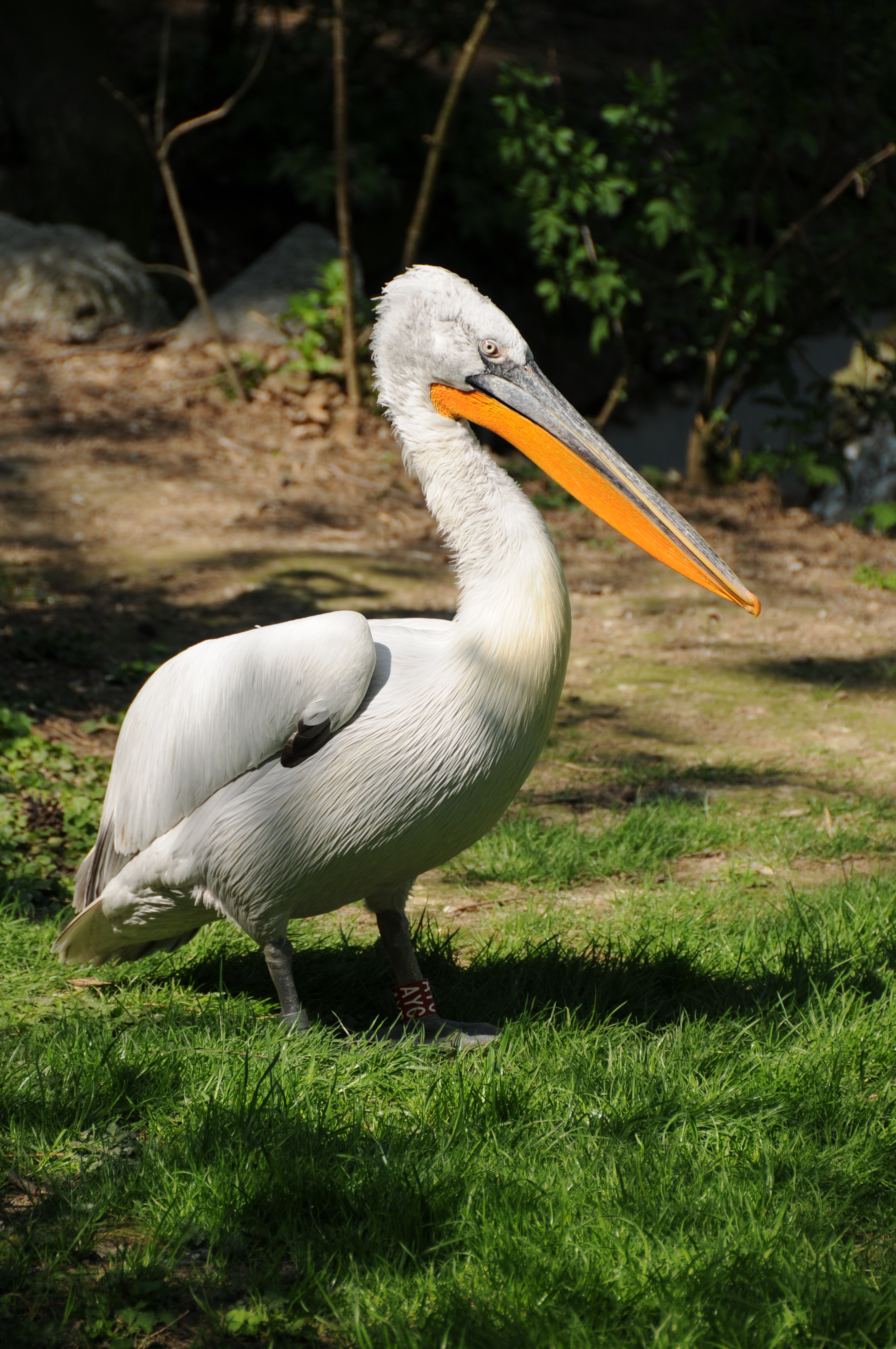
Кудрявый пеликан

#### Флора
Популяции характеризуются преобладанием осоки (Carex leporina). В некоторых районах её сменяют редко растущие виды Phragmites. Вокруг озера произрастают такие исчезающие виды, как Iris sibirica, Gladiolus imbricatus, Traunsteinera sphaerica, Seilla rosenii.

widths=
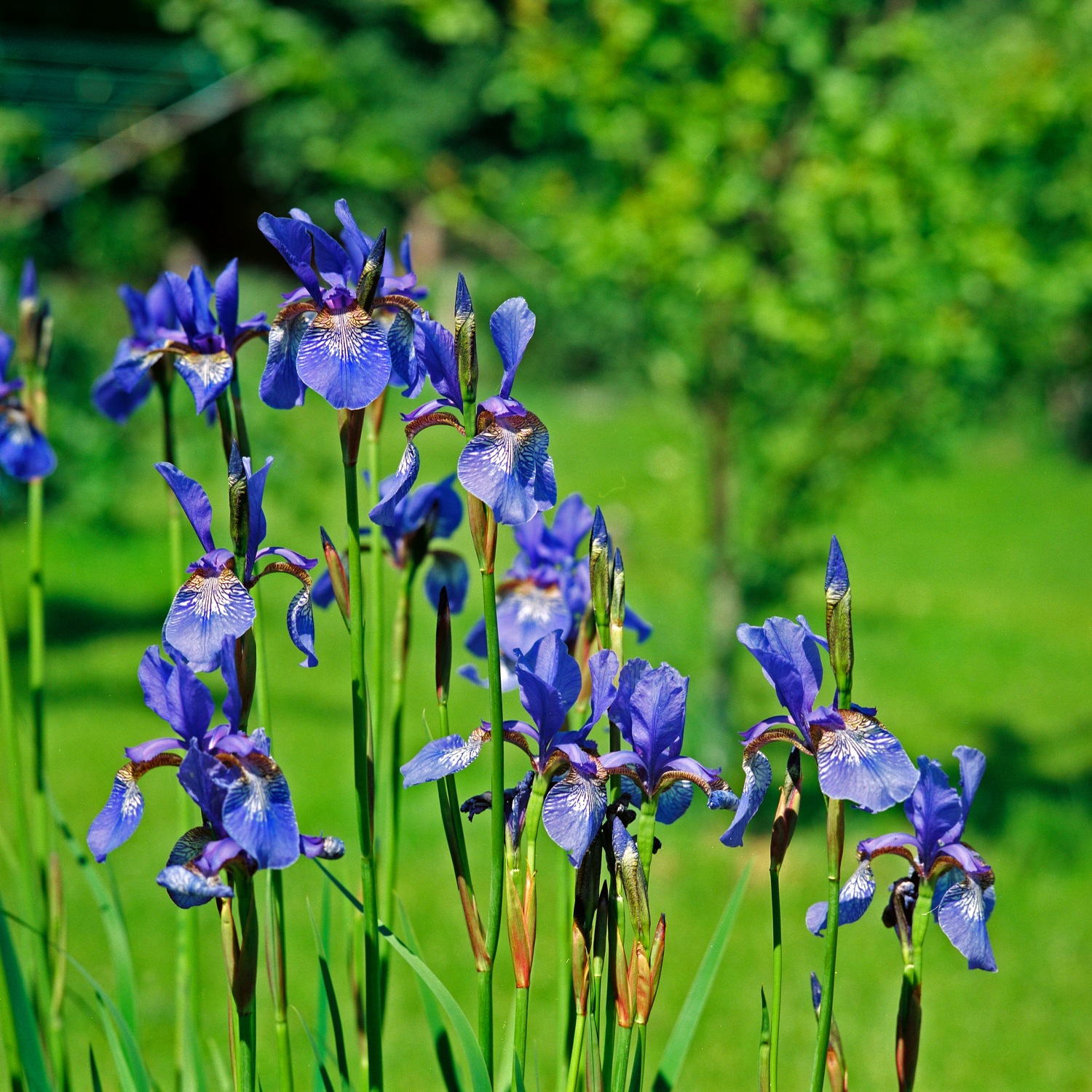
Ирис сибирский
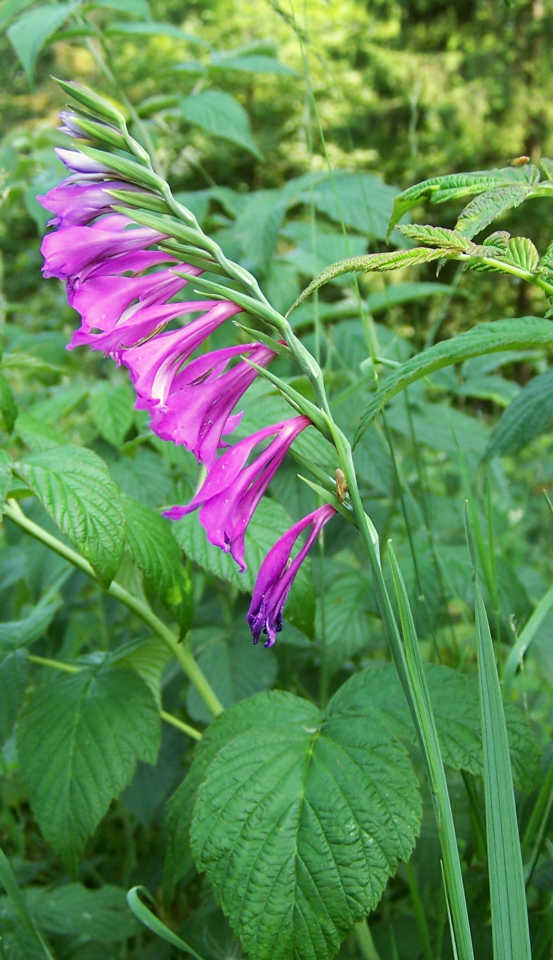
Шпажник черепитчатый
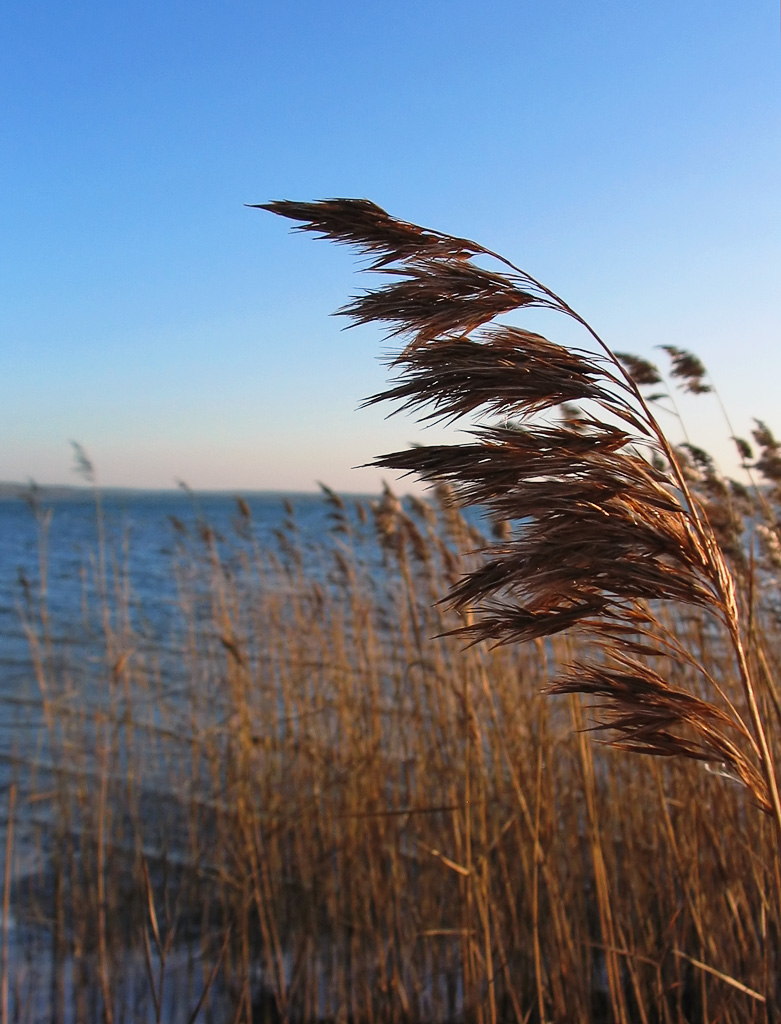
Тростник

## Реки
Загрязнение рек Армении обусловлено отсутствием достаточной очистительной системы коммунальных стоков и загрязнением промышленными стоками и рудными водами.
Одними из самых загрязнённых рек Армении считаются реки Ахтала, в которую сливаются стоки Ахталинской горнобогатительной фабрики и Вохчи, в которую сливаются отходы крупных предприятий — Капанского горнообогатительного комбината, Зангезурского медно-молибденового комбината, также аварийные выбросы Арцваникского хвостохранилища, стекают рудные воды Шаумянского и Каджаранского месторождений.
В реке Вохчи наблюдается превышение предельно допустимых норм (ПДК) по нитриту, марганцу, меди, цинку, ионов сульфата, алюминию, ванадию, хрому, аммонию и селену. Особенно загрязнена часть реки Вохчи ниже Капана (Капанский горнообогатительный комбинат), где превышение ПДК по меди превышает более чем в 203 раза.
В среднем, в пробах, взятых из реки Вохчи превышение ПДК составляет: по аммонию — от 3 до 4,6 раз, по ионам сульфата — от 1,6 до 2,5 раз, по алюминию — от 1,6 до 8 раз, по ванадию — в 3 раза, по марганцу — от 3 до 3,5 раз, по меди — 6-7 раз.

## Атмосферный воздух
Вследствие глобального потепления температура в Армении в 2019 году по сравнению с 1960 годом повысилась на 1,23 градуса.
В 2008 г выбросы вредных веществ в атмосферный воздух Армении составили порядка 206,5 тыс. тонн, из которых 83,4 % — доля автотранспорта, 16,6 % — доля стационарных промышленных объектов.
Около 65,1 % промышленных выбросов представляет собой сернистый ангидрид. Основным загрязнителем является Алавердинский медеплавильный комбинат, он выбросил в 2008 году около 22,4 тыс. т сернистого ангидрида. По состоянию на май 2019 года медеплавильный комбинат в городе Алаверди, остановленный в октябре 2018 года продолжает простаивать. По требованию Государственной природоохранной инспекции при Минэкологии при перезапуске производства выбросы должны быть сокращены на 90%.
Выбросы в атмосферный включают различные металлы в объёме 33,1 тонн за год, в основном это медь и свинец.
За весь 2008 год общее количество пыли составило приблизительно 3059,6 тонн. Наиболее запылёнными городами считаются Арарат и Раздан, где действуют предприятия по производству цемента. В октябре 2009 года содержание цементной пыли в атмосферном воздухе Раздана превысило ПДК в 4.6 раза, Арарата — в 4.1 раза.
Для сокращения выбросов автомобильных газов импорт и эксплуатация электромобилей в Армении освобождены от ряда налогов и пошлин, в т.ч. НДС.
В Армении активно развивается солнечная энергетика, что способствует сокращению выбросов теплоэлектростанций работающих на газовом топливе.

## Почва
Из-за активной эксплуатации природных месторождений Армении, почвы их близлежащих районов сильно загрязнены тяжёлыми и токсичными металлами, такими как медь, молибден, ртуть, мышьяк, ванадий, селен, кадмий и др. В почве, воде, сельскохозяйственных продуктах, превышение ПДК в десятки, иногда, в сотни раз больше нормы.

## Леса

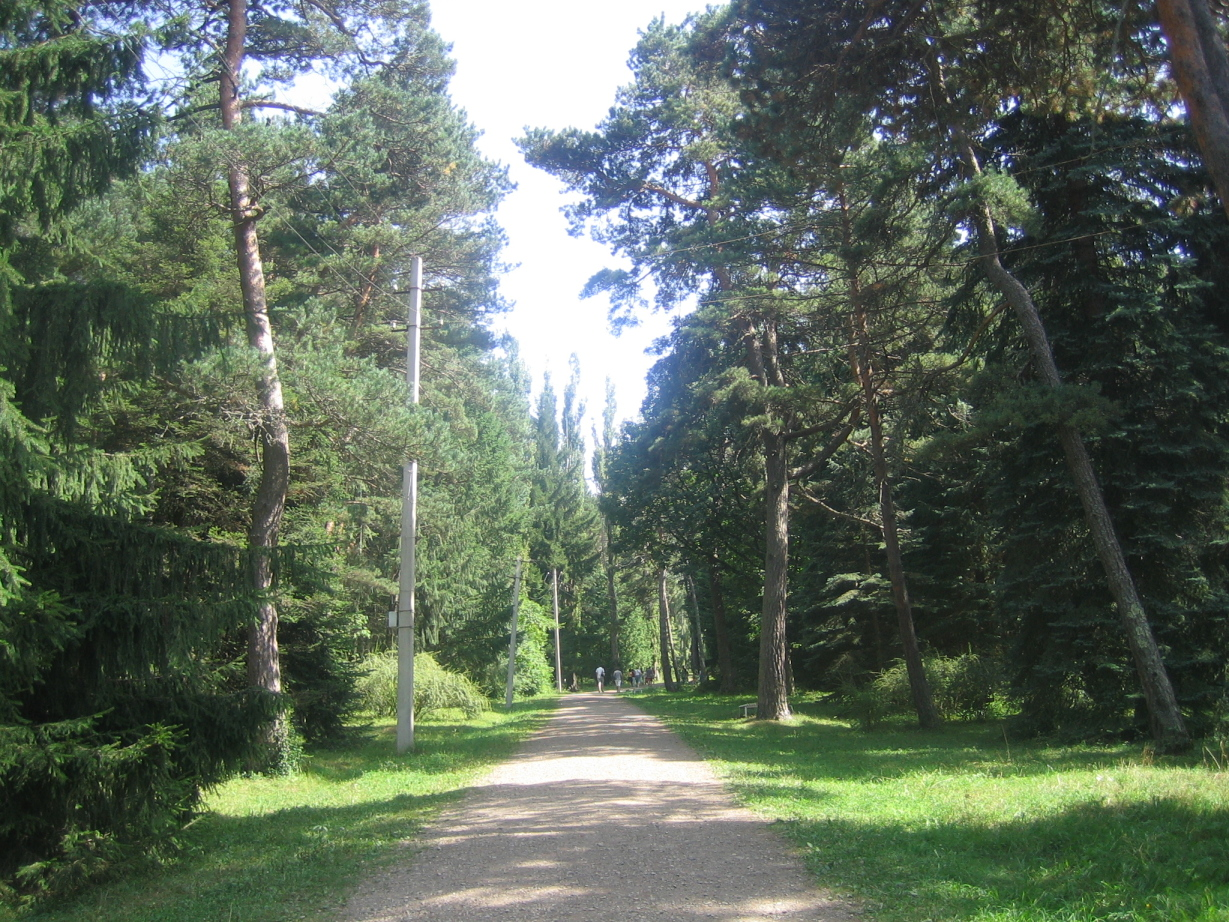
Лес в Лорийской области

Территория Армении, покрытая лесом в 1998 году составляла менее 8 %.
По данным 2019 года 11% территории страны покрыты лесом. До 2025 года планируется довести эту цифру до 20%.
Согласно лесному кодексу Армении, леса Армении классифицируются на защитные (регулирование водного баланса, предотвращение эрозии земель, защита земель и др.) и социальные (оздоровительное и рекреационное значение).
Правительство разработало законопроект ужесточающий штрафы за незаконную вырубку и вводящий штрафы за транспортировку незаконно вырубленного леса.

## Отходы
Одной из самых актуальных проблем в Армении является проблема отходов. За 2008 год в Армении образовалось 11 млн тонн отходов.
Бытовой мусор в Армении не утилизируется нигде, даже в больших городах. Самая большая мусорная свалка — Нубарашенская, в Ереване. Во многих городах Армении мусор незаконно сваливается в близлежащие ущелья.
В республике насчитывается 23 хвостохранилища.

## Биоразнообразие
Армения занимает ведущее место в Кавказском регионе по биоразнообразию. Во второе издание Красной книги растений Армении вошли 463 вида высших растений и 40 видов грибов. В Красную книгу животных Армении вошли 155 видов позвоночных животных и 155 видов беспозвоночных.
Основные причины потери биоразнообразия в Армении — вырубка леса, браконьерство, эксплуатирование месторождений, развитие инфраструктуры, неустойчивая сельскохозяйственная деятельность.